# Tokyo Yakult Swallows
Les Tokyo Yakult Swallows (東京ヤクルトスワローズ, Tōkyō Yakuruto Suwarōzu) sont une équipe japonaise de baseball fondée en 1950 et évoluant dans la Central League.
Les Swallows sont les champions en titre (2015) de la Ligue centrale.

## Histoire
De 1950 à 1965, le club est la propriété de la Kokutetsu, la compagnie nationale de chemins de fer. Puis l'équipe change de propriétaire et passe entre les mains d'un  périodique, le Sankei Shimbun, de 1965 à 1968. Depuis 1970, le club est la propriété de la Yakult, une marque de yaourts.

## Noms
- Kokutetsu Swallows (1950-1965).
- Sankei Swallows (1965).
- Sankei Atoms (1966-1968).
- Atoms (1969).
- Yakult Atoms (1970-1973).
- Yakult Swallows (1974-2005).
- Tokyo Yakult Swallows (2006-).

## Palmarès
- Central League  (6): 1978, 1992, 1993, 1995, 1997, 2001, 2021, 2022.
- Japan Series  (5): 1978, 1993, 1995, 1997, 2001, 2021.

## Liste des entraineurs successifs
- 1950-53  Tokuo Nishigaki
- 1954-55 Souichi Fujita
- 1956-60  Mitsuo Uno
- 1961-62  Kuninobu Sunaoshi
- 1963 Shinji Hamazaki
- 1964 Gichi Hayashi
- 1965 Gichi Hayashi et Kuninobu Sunaoshi
- 1966 Tokuji Iida
- 1967 Tokuji Iida et Hiroshi Nakahara
- 1968-69  Takehiko Bessho
- 1970 Takehiko Bessho et Yoshiharu Ogawa
- 1971-73 Osamu Mihara
- 1974-75 Hiroshi Arakawa
- 1976  Tatsuro Hirooka et Hiroshi Arakawa
- 1977-78 Tatsuro Hirooka
- 1979 Tatsuro Hirooka et Takao Satoh
- 1980-83 Shirou Takegami
- 1984 Shirou Takegami et Futoshi Nakanishi et Masayuki Dobashi
- 1985-86 Masayuki Dobashi
- 1987-89  Jyunzou Sekine
- 1990-98 Katsuya Nomura
- 1999-2005  Tsutomu Wakamatsu
- 2006-07 Atsuya Furuta
- 2008-09  Shigeru Takada
- 2010 Shigeru Takada et Junji Ogawa
- 2011-14 Junji Ogawa
- depuis2015 Mitsuru Manaka